# Los Borbones en pelota

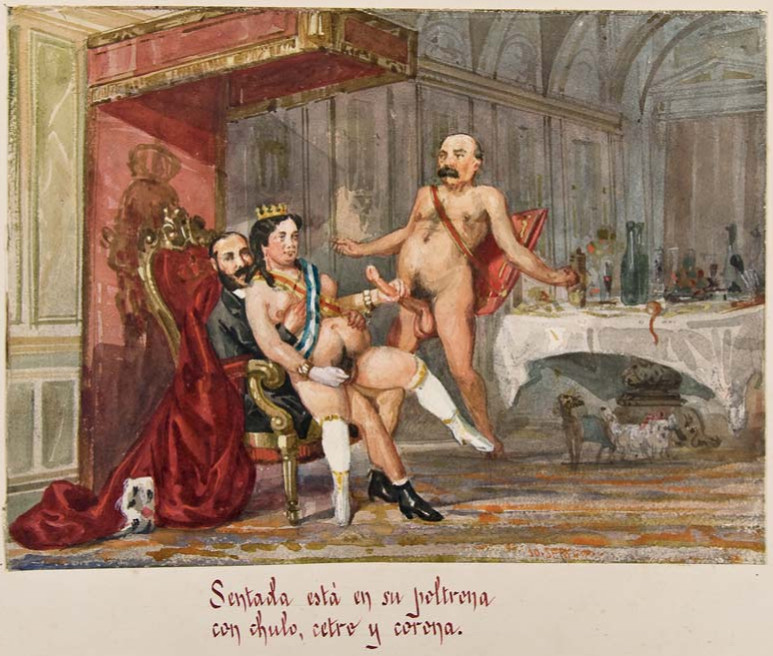
Foglio della raccolta

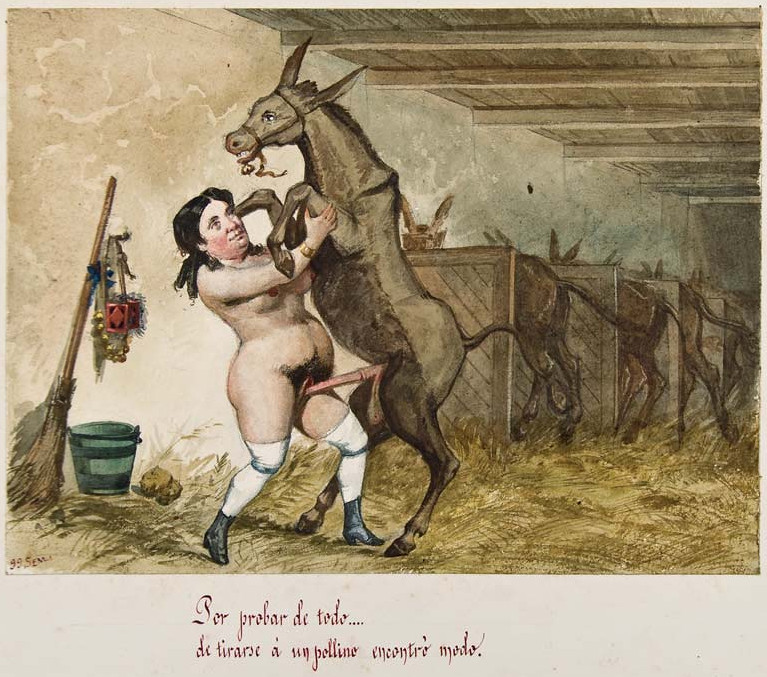
Isabella II fornicando con un asino

Los Borbones en pelota è il titolo di una raccolta di fogli satirici realizzati nei mesi successivi alla Rivoluzione del 1868. Sono 89 scene dipinte ad acquarello, molto procaci e addirittura pornografiche, che rappresentano caricature di personaggi pubblici negli ultimi anni del regno di Isabella II, soprattutto di esponenti della famiglia reale. Sono accompagnate da testi affilati e allusivi e a volte anche poetici. Furono pubblicate solo nel 1991, assieme agli studi di Robert Pageard, Lee Fontanella e María Dolores Cabra Loredo.

## Paternità dell'opera
Firmati con lo pseudonimo di SEM, i fogli sono attribuiti ai fratelli Bécquer, Gustavo Adolfo come poeta e Valeriano Domínguez come pittore, come progetto congiunto.
Nonostante ciò, i ricercatori Jesús Rubio e Joan Estruch sostengono che l'autore dell'opera sia un pittore repubblicano chiamato Francisco Ortego.